# أمان غل تبة
أمان غل تبة (بالفارسية: امان گل‌تپه) هي قرية تقع في غلستان في إيران. يقدر عدد سكانها بـ 550 نسمة .